# Annie Davies
Annie Davies (* 16. Juni 1910; † 7. Mai 1970 in Swansea) war eine walisische Radio- und Fernsehproduzentin. Ihre Eltern waren David und Elizabeth Davies, wohnhaft in der Nähe von Tregaron. Sie besuchte in Castell Fflemish und Tregaron die Schule und studierte im Anschluss an der Universität Aberystwyth. Dort schloss sie 1933 das Studium mit einem Abschluss in Geschichte und Latein ab.
1935 trat sie eine Arbeitsstelle als Sekretärin von Sam Jones bei der BBC an, nachdem sie ihre vorherige Arbeitsstelle bei der Stadtbibliothek von Cardiff aufgegeben hatte. 1946 verließ sie die BBC und übernahm eine Position bei Urdd Gobaith Cymru. Dort arbeitete sie bis zu ihrem Wechsel als Radio-Produzentin von Radio Talks zu BBC Bangor im Jahr 1949. 1955 wechselte sie in den BBC-Hauptsitz nach Cardiff. Dort arbeitete sie als Redakteurin für das  literarische Radioprogramm Llafar und produzierte das Fernsehprogramm Heddiw. Heddiw war das erste Fernsehprogramm, das nationale und internationale Ereignisse in walisischer Sprache besprach. Außerdem war sie verantwortlich für Programme und Beiträge wie Shepherd's Calendar, Nant Dialedd, Prynhawn o Fai und Bugail Cwm Prysor.
Bis zu ihrer Pensionierung 1969 arbeitete Annie Davies für die BBC. Nach ihrer Pensionierung kehrte sie nach Tregaron zurück.
Davies verstarb im Mai 1970 im Singleton Hospital, Swansea. Sie wurde auf dem Friedhof der Kapelle  Bwlchgwynt in Tregaron begraben.